# ژارنوو
ژارنوو (به لهستانی:  Żarnów) یک روستا در لهستان است که در گمینا ژارنوو واقع شده‌است. ژارنوو ۸۷۰ نفر جمعیت دارد.